# Аспара (Меркенский район)
Аспара (каз. Аспара) — село в Меркенском районе Жамбылской области Казахстана. Административный центр и единственный населённый пункт Аспаринского сельского округа. Код КАТО — 315453100.

## Население
В 1999 году население села составляло 1445 человек (698 мужчин и 747 женщин). По данным переписи 2009 года, в селе проживало 1086 человек (549 мужчин и 537 женщин).